# スリー・サイズ・トゥ・エヴリ・ストーリー
『スリー・サイズ・トゥ・エヴリ・ストーリー』（III Sides to Every Story）は、アメリカ合衆国のヘヴィメタル・バンド、エクストリームが1992年に発表した3作目のスタジオ・アルバム。

## 背景
アルバム全体が三部構成となっており、「Yours」は政治的なロック・ナンバーが主体、「Mine」はポップ色の強い音楽性で、「& Truth」はプログレッシブ・ロック色が取り入れられた。ただし、ゲイリー・シェローンは、「Yours」収録曲のうち「キューピッズ・デッド」に関して「割とシンプルな失恋の歌」と説明している。
「レスト・イン・ピース」は、音楽的にはジミ・ヘンドリックスからの影響を反映した曲だが、歌詞に関しては湾岸戦争当時の反戦スローガン「Make Love, Not War」に対する批判的な意見が表明され、ヌーノ・ベッテンコートは2015年のインタビューで「誰だって戦争は嫌だけど、自分の国が侵略されたら話は別だ」「俺達は戦争なんか愛していないし、『愛』をもっと愛している。でも、問題はそんなに単純じゃない」と説明している。「ピースメイカー・ダイ」はマハトマ・ガンディー、イエス・キリスト、マーティン・ルーサー・キング・ジュニア、ジョン・レノンといった平和主義者を題材とした曲で、マーティン・ルーサー・キング3世（キングの息子）から許諾を得て、キングの演説「I Have a Dream」のサンプリングを使用した。
本作のLPヴァージョンには、「Mine」の最後に「ドント・リーヴ・ミー・アローン」が収録されていたが、CDでは収録時間の制約により外され、日本初回盤CDではボーナスCDシングルに収録された。

## 反響・評価
アメリカのBillboard 200では10位に達して、バンドにとって2作目の全米トップ10アルバムとなり、1992年12月にはRIAAによってゴールドの認定を受けた。イギリスでは11週にわたり全英アルバムチャート入りして、バンド史上最高の2位を記録した。本作からは「レスト・イン・ピース」（全米96位・全英13位）、「ストップ・ザ・ワールド」（全米95位・全英22位）、「トラジック・コミック」（全英15位）がシングル・ヒットした。
スティーヴ・ヒューイはオールミュージックにおいて5点満点中3点を付け「極めてムラの多いアルバムで、全体的には自由奔放だが、優れた曲も幾つかある」と評している。
日本の雑誌『BURRN!』では、編集長(1992年10月号の発行当時)の酒井康が、本作の発表前後にメンバーやマネージャーがヘヴィメタル・ハードロックを軽視する発言をしたことなどを踏まえ、1960年代〜1970年代のロックン・ロールやファンク・ロックなどを節操無く剽窃し、1990年代風の「斬新なサウンド」にでっち上げた小賢しい真似をしている、と毅然とした態度でばっさりと斬り捨て、100点満点中58点と、厳しい評価を下した。(但し「Warheads」のみ高評価を下している)

## 収録曲
全曲ともゲイリー・シェローンとヌーノ・ベッテンコートの共作。
Yours
1. ウォーヘッズ - "Warheads" - 5:18
2. レスト・イン・ピース - "Rest in Peace" - 6:01
3. ポリティカラミティ - "Politicalamity" - 5:04
4. カラー・ミー・ブラインド - "Color Me Blind" - 5:00
5. キューピッズ・デッド - "Cupid's Dead" - 5:56
6. ピースメイカー・ダイ - "Peacemaker Die" - 6:03

Mine
1. セヴン・サンデーズ - "Seven Sundays" - 4:18
2. トラジック・コミック - "Tragic Comic" - 4:44
3. アワ・ファーザー - "Our Father" - 4:02
4. ストップ・ザ・ワールド - "Stop the World" - 5:57
5. ゴッド・イズント・デッド - "God Isn't Dead?" - 2:02

& The Truth
エヴリシング・アンダー・ザ・サン - "Everything Under the Sun"
1. I. ライズン・シャイン - "Part I Rise 'N Shine" - 6:22
2. II. アム・アイ・エヴァー・ゴナ・チェンジ - "Part II Am I Ever Gonna Change " - 6:56
3. III. フー・ケアーズ? - "Part III Who Cares?" - 8:19

### 日本初回盤(POCM-1001)ボーナスCDシングル
1. ドント・リーヴ・ミー・アローン - "Don't Leave Me Alone" - 5:43

## 参加ミュージシャン
- ゲイリー・シェローン - ボーカル
- ヌーノ・ベッテンコート - ギター、ピアノ、キーボード、パーカッション、バッキング・ボーカル
- パット・バッジャー - ベース、バッキング・ボーカル
- ポール・ギアリー - ドラムス、パーカッション、バッキング・ボーカル

アディショナル・ミュージシャン
- スティーヴン・シガードソン- ストリングス(on "Rest in Peace", "Everything Under the SunPart III Who Cares?")、チェロ・ソロ(on "Everything Under the Sun Part I Rise 'N Shine")
- ジェレミー・ミラー - ストリングス(on "Rest in Peace", "Everything Under the Sun Part III Who Cares?")
- ジョン・プレッツィオーザ・ジュニア - ラップ(on "Cupid's Dead")
- マイク・モラン - ストリングス・アレンジ(on "Everything Under the Sun Part III Who Cares?")